# Short Hills (Nueva Jersey)
Short Hills es un lugar designado por el censo ubicado en el condado de Essex en el estado estadounidense de Nueva Jersey. En el año 2010 tenía una población de 13.165 habitantes.

## Geografía
Short Hills se encuentra ubicado en las coordenadas 40°44′52″N 74°19′32″O / 40.74778, -74.32556.